# Sebastián Britos
Sebastián Javier Britos Rodríguez (Minas, Uruguay, 2 de enero de 1988) es un futbolista uruguayo. Juega como guardameta y su equipo actual es el Universitario de Deportes de la Liga 1 del Perú.

## Trayectoria
Britos dio sus primeros pasos en el C. A. Las Delicias.
En el 2010 debuta en la Primera División de Uruguay con Bella Vista, siendo titular indiscutible en su primera temporada en el fútbol profesional. En Bella Vista fue dirigido por Diego Alonso, cuando Alonso daba sus primeros pasos como Director Técnico.
Dado que era visto como un portero de proyección, a mediados del 2011 hubo un interés por Peñarol.
A inicios del 2012 ficha por Montevideo Wanderers por pedido de Alfredo Arias. Sin embargo, nunca pudo ganarle el puesto de titular a Martin Rodríguez.

### Oriente Petrolero
A mediados del 2012 ficha por Oriente Petrolero, uno de los clubes más populares de Bolivia para afrontar la Copa Sudamericana 2012 donde enfrentó al Club Guaraní de Paraguay. Fue dirigido por Erwin "Platini" Sánchez. En el 2013 tuvo un problema de pagos por lo que se la pasó sin jugar el primer trimestre.
En la siguiente temporada pasaría al Liverpool F. C. donde descendería de categoría y sería habitual suplente de Guillermo de Amores.
Tras un semestre atajando en Segunda División fue fichado por Cortuluá recomendado por Héctor Walter Burguez, sin embargo no contó con regularidad.
Luego de un buen paso por Cerro donde incluso jugó Copa Libertadores, fue enviado a préstamo al El Tanque Sisley club al que logró salvar del descenso en una definición con penales frente Sud América.
En el 2018 ficha por Juventud de Las Piedras donde quedó como subcampeón de la Segunda División 2018.
A mediados del 2019 ficha por C. F. Atlante donde no contaría con muchas oportunidades. El segundo semestre del 2020 juega en la Segunda División por Rocha F. C., sin embargo no llegó a jugar ningún partido.
En la temporada 2022 y 2023 atajaria por Liverpool de Uruguay, siendo las mejores temporadas de Britos, saliendo campeón y siendo elegido el mejor portero del campeonato.

### Universitario de Deportes
Sus buenas actuaciones en Copa Libertadores y el torneo uruguayo hicieron que fiche por Universitario de Deportes, club que se encontraba en búsqueda de portero tras la partida de Jose Carvallo. El 21 de diciembre del 2023 fue oficializado por Universitario de Deportes por toda la temporada 2024.
En el año del centenario del club crema, sería ganador del Torneo Apertura 2024 (Perú), Torneo Clausura 2024 (Perú) y Liga 1 2024, siendo una de las piezas importantes para la obtención del título y siendo elegido como el mejor arquero de la temporada. El 9 de diciembre se anuncia su renovación por todo el 2025.Su debut en el 2025 sería ante Comerciantes Unidos, para lo cual cometería un blooper en el empate 1 a 1 con el cuadro cutervino.

## Clubes
| Club                        | País     | Año         | Partidos |
| --------------------------- | -------- | ----------- | -------- |
| Las Delicias                | Uruguay  | 2008 - 2009 | 21       |
| Bella Vista                 | Uruguay  | 2010 - 2011 | 36       |
| Montevideo Wanderers        | Uruguay  | 2012        | 13       |
| Oriente Petrolero           | Bolivia  | 2012 – 2013 | 16       |
| Liverpool F. C.             | Uruguay  | 2013 - 2014 | 10       |
| Cortuluá                    | Colombia | 2015        | 14       |
| Cerro                       | Uruguay  | 2015 - 2017 | 18       |
| El Tanque Sisley (préstamo) | Uruguay  | 2017        | 16       |
| Juventud de Las Piedras     | Uruguay  | 2018 - 2019 | 41       |
| C. F. Atlante               | México   | 2019 - 2020 | 9        |
| Rocha F. C.                 | Uruguay  | 2020        | 0        |
| Central Español             | Uruguay  | 2020 - 2021 | 7        |
| Liverpool F. C.             | Uruguay  | 2022 - 2023 | 54       |
| Universitario de Deportes   | Perú     | 2024 - act. | 33       |

## Palmarés

### Títulos nacionales
| Título                    | Club                      | País    | Año  |
| ------------------------- | ------------------------- | ------- | ---- |
| Torneo Apertura           | Liverpool F. C.           | Uruguay | 2022 |
| Torneo Clausura           | Liverpool F. C.           | Uruguay | 2023 |
| Campeonato Uruguayo       | Liverpool F. C.           | Uruguay | 2023 |
| Torneo Apertura           | Universitario de Deportes | Perú    | 2024 |
| Torneo Clausura           | Universitario de Deportes | Perú    | 2024 |
| Primera División del Perú | Universitario de Deportes | Perú    | 2024 |
| Torneo Apertura           | Universitario de Deportes | Perú    | 2025 |

### Distinciones individuales
| Distinción                            | Año  |
| ------------------------------------- | ---- |
| Mejor arquero del campeonato uruguayo | 2023 |
| Mejor arquero de la Liga 1            | 2024 |